# Jaroslav Semenenko
Jaroslav Serhijovytj Semenenko (ukrainska: Ярослав Сергійович Семененко), född 4 juni 1987, är en ukrainsk simmare. Han flydde med sin fru till Finland 2022. Han förlorade båda armar som nioåring efter en elchock.

## Meriter
Paralympiska sommarspelen 2016
- Brons, simning 100m ryggsim S6

Paralympiska sommarspelen 2024
- Brons, simning 4x50m stafett medley